# Ironus rotundicaudatus
Ironus rotundicaudatus är en rundmaskart som beskrevs av Hans August Kreis 1924. Ironus rotundicaudatus ingår i släktet Ironus och familjen Ironidae. Inga underarter finns listade i Catalogue of Life.